# Leptotogea lateromacula
Leptotogea lateromacula là một loài tò vò trong họ Ichneumonidae.